# سورا كوبوري
سورا كوبوري (باليابانية: 小堀 空) (مواليد 17 ديسمبر 2002) هو لاعب كرة قدم ياباني.

## وصلات خارجية
- سورا كوبوري على موقع رابطة كرة القدم اليابانية للمحترفين (اليابانية)
- سورا كوبوري على موقع قاعدة بيانات كرة القدم.إي يو (الإنجليزية)
- سورا كوبوري على موقع Soccerway.com (الإنجليزية)
- سورا كوبوري على موقع عالم كرة القدم.نت (الإنجليزية)